# كاوارا ميازاكي
كاوارا ميازاكي (باليابانية: 宮崎 幾笑) (17 فبراير 1998 في غونما في اليابان – )؛ هو لاعب كرة قدم ياباني سابق كان يلعب كلاعب وسط.

## وصلات خارجية
- كاوارا ميازاكي على موقع رابطة كرة القدم اليابانية للمحترفين (اليابانية)
- كاوارا ميازاكي على موقع قاعدة بيانات كرة القدم.إي يو (الإنجليزية)
- كاوارا ميازاكي على موقع Soccerway.com (الإنجليزية)
- كاوارا ميازاكي على موقع عالم كرة القدم.نت (الإنجليزية)